# Nicotiana occidentalis
Nicotiana occidentalis är en potatisväxtart. Nicotiana occidentalis ingår i släktet tobak, och familjen potatisväxter.

## Underarter
Arten delas in i följande underarter:
- N. o. hesperis
- N. o. obliqua
- N. o. occidentalis